# Čupa
Čupa (tudi čopa) (italijansko Zopolo, hrvaško Ladva), je bil ozek in dolg preprost lesen čoln, iztesan iz debla, ki so ga slovenski ribiči uporabljali v Tržaškem zalivu in se je ohranil do srede 20. stoletja. Čupa velja za prvo, zagotovo pa najstarejše slovensko plovilo , kar je izpričano tudi v zgodovinskih virih.

## Etimologija
Slovar slovenskega knjižnega jezika razlaga čupo kot nekdanji preprost ribiški čoln iz enega debla in kot primorski narečni izraz. Etimološko beseda izvira najverjetneje iz besede čok, ki se ga opisuje kot »nerazsekan večji kos debla«. V primorskem narečju so še danes v uporabi sorodni izrazi: čok, čuok, čuak, čuop, iz katerih je sorodnost z besedo čupa dobro razvidna. Italijani, predvsem pa sosednji Benečani oz. Veneti, so tovrstna plovila imenovali zopolo (množinsko: zopoli), verjetno pa je italijanska etimologija enaka slovenski. Po enciklopediji Treccani namreč »zopolo« prav tako pomeni majhno plovilo, izdelano iz enega debla, izdolbeno kot piroga, v uporabi v Kvarnerju in ob obalah Dalmacije. Beseda sama naj bi bila beneškega izvora in podobna padovanskemu narečnemu izrazu »zuoppo«, ki pomeni čok. Tudi tu je torej izvor v pomenu čok, v italijanščini ciocco, geslo, ki po slovarju Zingarelli pomeni velik kos lesa. Dalmatinci, ki so nekoč uporabljali veliko več čup, saj imajo veliko več otokov in obale, so to primitivno plovilo imenovali »ladva«  , ter so s tem poimenovanjem ohranili skoraj nespremenjeno staroslovansko besedo ladja, s katero so na splošno označevali tako čolne, kot splave na rekah ali velike ladje.
Strokovnjaki in pomorski specialisti uvrščajo čupo med lesena plovila, opisana z izrazom »monoksil« ( sestavljenka iz grških besed monos = eden in xylos = les), slovenska ustreznica temu je drevak. Monoksil je torej plovilo, narejeno iz enega kosa lesa.

## Zgodovina
Ko so prva slovanska plemena prispela ob obale Jadranskega morja, so s seboj prinesla tudi zgodovinski spomin na gradnjo drevakov. Na morju so morali svoja plovila, prav tako  izdolbena iz enega kosa debla, prilagoditi novim razmeram, tako so staroruske drevake, v katerih so veslali sede, zamenjale čupe, v katerih so veslali stoje, z dolgimi vesli, naslonjenimi na prečko, poimenovano teslir.
Zanimivo je, da so izraz čupa za drevake uporabljali tudi Ilmenski Slovani. 
Na jadranski obali je čupa v zgodovinskih virih izpričana od 12. stoletja, med slovenskimi ribiči pa od leta 1621.

### Zgodovina čup v Tržaškem zalivu
Razvoj čup na tem območju je bil bolj ali manj enak tistemu na vzhodnih obalah Jadranskega morja, vendar je tod na razvoj ribištva neugodno vplival značaj tukajšnje obale. Za razliko od Istre in Dalmacije je v Tržaškem zalivu obala zelo strma, brez plaž, otokov ali zaščitenih zalivov, pa tudi morje je razmeroma plitvo. Poleg tega tod pogosto piha kraška burja, s silovitimi in nevzporednimi močnimi sunki, zato je jadranje v zalivu zelo nevarno. Ker je tod zemlja na planoti nad morjem suha in malo rodovitna, so bili naši predniki prisiljeni kljub temu pluti po morju in ribariti, pri čemer so uporabljali čupe. Prvi najdeni uradni dokument o čupah v okolici Trsta, je iz leta 1621, ter ga hranijo v tržaškem diplomatskem arhivu. V omenjeni listini so obravnavali spor med tržaškim magistratom in njegovimi podložniki, kriškimi ribiči ter devinskim grofom.
V Tržaškem zalivu so tako ribiči čupe uporabljali kar približno 1200 let, na območju od Trsta pa vse do ustja reke Soče. Vse do 2. svetovne vojne in še med njo so čupe ponekod še uporabljali nabrežinski slovenski ribiči. Postopoma so čupe zamenjevala boljša plovila. V 19. stoletju se je avstrijska oblast odločila povečati in razviti ribolov na svojih obalah od Benetk do Kotorja, tedaj so bili zgrajeni prvi pristani v Barkovljah, Čedazu in pri Križu. Odtlej so čupe postopno izginjale, ker je bilo lažje ribariti z novimi plovili, privezanimi v pristanu, ki jih ni bilo potrebno vleči na prod in jih naslednjič spuščati v morje. Drugi uradni dokument, ki navaja čupe, je tako protokol cesarsko-kraljeve komisije pomorske uprave iz Trsta, z datumom 22.07.1871, ki je obiskala Križ in Barkovlje z namenom določitve lokacije novih pristanov. V Državnem arhivu v Trstu se je ohranil tudi register ribiških čolnov, s podatki o tem, kdaj je bil čoln kupljen, podedovan, prodan, kdo je sedanji lastnik, z navedbo kraja in lokacije gradnje, letom registracije in registrsko številko. V njem so navedene tudi čupe z imenom »Lisa, »Giorgi«, »Auresina«, »Zora«, »Anna«, »S. Pietro« in »Marija«. Po opravljeni registraciji je za časa Avstrije lastnik prejel tudi dovoljenje za plovbo. Bruno Volpi Lisjak ob tem pripominja, da so bile registrirane samo čupe (in drugi čolni), s katerimi so stalno ribarili in pluli, čupe in manjši čolni, ki so jih uporabljali neprofesionalni ribiči ter kmetje, ki so lovili ribe za lastne potrebe in ne za trg, pa niso imeli registracij.

### Zgodovina čup v Dalmaciji, Kvarnerju in Istri
Do srednjega veka se je ribolov na severovzhodnem delu Jadranskega morja izvajal po večini v zaprtih zalivih in kanalih, predvsem pa v ozkem obalnem pasu. V reških notarskih dokumentih iz leta 1444 se navajajo mreže »sagene« in »lintrum«. Ker se linter omenja tudi leta 1438 v Preluki, kot pomožni čoln ladje za lov na tune, se domneva, da se navajajo čupe. Statut paške komune iz leta 1433 omenja »barcam zopulum vel batellum« za lov skuš v zalivu Casca, kjer so čupe uporabljali še ne tako dolgo nazaj. Alberto Fortis, potopisec, je leta 1773 opisal, kako se izvaja ribolov na skuše in sardele v okolici Vinodola z majhnimi čolni, podobnimi ameriškim kanujem. Statut ninskega  območja je v 12. stoletju predpisoval zelo stroge kazni za krajo čup in vesel, statut zadarske komune iz 1305 pa omenja čupo kot barcha. Še leta 1897 so tu popisali 29 čup, zadnja pa se je ohranila na kornatskem otoku Lavsa, od koder so jo pripeljali v zadarski pomorski muzej.
O čupah pa ni nobenega zgodovinskega vira na vsej zahodni istrski obali, kar Bruno Lisjak Volpi razlaga z dejstvom, da se tam Slovani niso nikoli naselili ob obali, ker so tod v mestih in naseljih kontinuirano živeli prebivalci latinskega izvora (nasledniki starih Rimljanov), ki sta jih ščitila bližnji Oglej in nato Benetke, pa tudi zemlja je bila tod rodovitnejša in primernejša za poselitev.

## Uporaba
Čupo so slovenski ribiči uporabljali v priobalnem, ne pa na odprtem morju. Sprva so iz čup verjetno ribarili s trnki in harpunami. Iz zgodovinskih virov pa vemo, da so kasneje začeli uporabljati mrežo, ki so jo s posebnimi koli zakoličili v dno, na koncu pa je bila mreža zavita. Ravno v tem zavitem delu se je nabralo največ rib, predvsem cipljev, ki so jih ribiči na čupah pobirali dvakrat na dan. Taka mreža je bila postavljena v bližini današnjega gradu Miramar. Pri daljših plovbah so si ribiči pomagali tudi z manjšim kvadratnim jadrom.

### Opis in značilnosti
Čupe so ribiči tesali iz lesa hoje in mediteranskega bora, ki je bil takrat zelo razširjen na obali, ne pa iz lesa lipe ali topola, kot navajajo nekateri viri. Tesali so jih doma, na dvorišču in jih splavljali v Sesljanu, Grljanu in Barkovljah, od koder so z njimi veslali do kraja z ledinskim imenom »Pri čupah«, kjer so jih s posebnim mehanizmom izvlekli iz vode in hranili na bregu. 
Posebnosti čupe so: razmerje med dolžino in širino ter železni ročaj na premcu, imenovan rinka, ki so ga uporabljali za vleko čupe iz vode.

### Opis
Velike čupe so merile okoli sedem metrov v dolžino, široke so bile 70 in visoke 60 cm, merjeno z zunanje strani. Gradili pa so tudi manjše, pomožne čupe, ki so merile približno 5 m.
Debelina stranic in dna čup je bila od 5 do 8 cm. Za premcem je bila v notranjosti mala paluba iz prečnih desk, pod katero so v zaprtem prostoru shranjevali oblačila, hrano, vodo, krajše vrvi in razne potrebščine za ribolov. Na levi strani za njo je bila upora (forkla) za veslič,  prednje pomožno veslo za drugega veslača, ki je merilo v dolžino okoli 3 m. 
Za uporo sta bili na stranicah dve luknji (po ena na levi in desni stran), s premerom cca. 5 cm. Vanju so prečno vtikali pajser,  leseni drog, ki je služil za vleko čupe iz vode na visoko obalo. Meter in pol za premca proti krmi sta bila dva utora, v katera so ribiči polagali telir, lesen drog, debeline 10 x 10 cm v premeru, dolg 5,30 m, ter je služil za oporo veslom. Nanj sta bila na vsaki strani pritrjena dva brčagla, ki sta tvorila nekakšen lok, pritrjen na krmo. Njun namen je bil, da ob pritiskih veslača na veslo preprečita, da bi se telir upognil ali celo zlomil zaradi svoje dolžine. Brčagelj je bil izdelan iz dolge veje drenovine. Celoten lok je bil sestavljen iz treh delov, ki so bili med seboj zvezani z žico. Na koncih je imel telir opirali iz drenovih klinov, v katera sta bili vpeti šestmetrski vesli iz bukovine. Čupa je bila plovilo z odlično podolžno stabilnostjo in majhno prečno, zato je bilo z njo nevarno pluti ob prečnih valovih. Da bi dosegli izboljšanje stabilnosti, so bila vesla pri čupah združena s telirjem, saj veslo ni smelo izkočiti, kot se to dogaja pri drugih vrstah čolnov, ki imajo na bokih za vpetje vesel dve rogovili.
Življenjska doba čupe je bila okoli pol stoletja, predvsem zaradi tega, ker so pri izdelavi čup uporabljali vrste trdega lesa z veliko smole.

## Ohranjene čupe v muzejih
Izmed originalnih čup sta danes ohranjene samo tri:
- čupa »Marija«, zgrajena v Nabrežini leta 1890, ohranjena v Slovenskem etnografskem muzeju ;
- čupa »Lisa«, zgrajena v Nabrežini leta 1882, ohranjena v tržaškem pomorskem muzeju, v okviru zbirke Henriquez ;
- tretja čupa, ki so jo pri izlivu Soče našli v mulju, je s skupno pomočjo tržaškega in ljubljanskega muzeja razstavljena na mestu najdbe. Lokacija: https://goo.gl/maps/kG6FHA1QwgE2